# Braceface
Braceface er en canadisk tegnefilmserie, som handler om den 13-14-årige pige Sally Sand (på engelsk Sharon Spitz), som får bøjle på. Bøjlen er ikke helt almindelig. Med den kan hun en gang imellem høre andres telefonsamtaler eller afbryde strømmen på noget elektronisk (om hun vil det, eller ej). Det fører hende ud i en masse problemer med hendes venner og kæreste.
Serien blev vist på Fox Kids, senere Jetix) med engelsk tale og dansk undertekster og DR1 med dansk tale og senere på DR Ultra.

## Personer
Sally Sand er hovedpersonen. Ligesom de fleste piger kommer Sally nogle gange i problemer. Hun lærer af sine fejl og finder som regel den rigtige løsning på problemerne, uanset hvilken situation hun er i. Sally er også kendt som den klodsede pige, der let kommer til at gøre sig selv til grin. Sallys familie består af hendes mor Helle Sand (eng. Helen Spitz), hendes ældre bror Anders (eng. Adam) og hendes yngre bror Tim (eng. Josh). På grund af hendes bøjle, har hun fået øgenavnet "stålfjæs" af sin fjende Nina Harpe (eng. "braceface").
Sallys rival i serien er Nina Harpe / Hansen (eng. Nina Harper). Hendes bedsteveninde er Maria Wang (eng. Maria Wong), som er italiensk og kinesisk. Hendes andre venner er blandt andet Conrad Madsen (eng. Connor MacKenzie), Adam Holm (eng. Alden Jones), som ender med at blive hendes kærste, Boris Klausen (eng. Brock Leighton), og senere i serien Amalie Meyer (eng. Alyson Malitsky) som er Ninas tidligere bedste veninde. Hun har ind i mellem et nogenlunde godt forhold til Nina, som hun skaffer en hund, Lorenza, til.
Sally har fem kæledyr: Hendes hunde Sampson og Pigger, og hendes katte Moshie, Rocky og Lauritz.
Sally støtter dyrenes rettigheder og er vegetar. Serien foregår i Egelund (eng. Elkford), en virkelig kommune i den vestlige Canadiske provins Britisk Columbia.